# Aquillin Longo

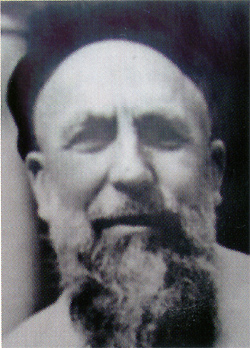
Aquillin Longo

Aquillin Longo  S.C.I. (Preve di Curtarolo (Padua), 25 augustus 1907 – Mambasa (Kongo), 3 november 1964), sinds zijn wijding 'pater Bernard' genoemd, was een Italiaans missionaris van de Priesters van het Heilig Hart. Hij werd priester gewijd op 29 juni 1936 en kwam aan in Kongo in 1938 waar hij als missionaris in Nduye aan de slag ging. Hij werd op 3 november in Mambasa vermoord door de Simba's en herbegraven in Nduye op 25 mei 1966.
Op 20 augustus 1964 kwamen de Mulelisten te Nduye aan, de missiepost waar pater Longo zich over de pygmeeën ontfermde. De rebellen namen de pater en de zes aanwezige zusters gevangen maar lieten hen spoedig weer vrij. Het leven hernam zijn gewone gang tot 29 oktober wanneer de Simba's de pater en de zusters oppikten om hen naar Mambasa te brengen. Zij beschuldigden de pater ervan dat hij een radiozender had en als bewijs namen ze zijn fototoestel in beslag dat ze voor een zender aanzagen.
Dezelfde dag leden de Mulelisten een beslissende nederlaag bij Butembo. De teruggeslagen rebellen in Mambasa waren woedend. Als op 30 oktober pater Longo en de zusters aan hun hoofdkwartier in Mambasa arriveerden stond een jouwende menigte hen op te wachten. Alle Europeanen werden opgesloten. Op 2 november werden de zusters vrijgelaten en door de Simba's teruggebracht naar Nduye. Op 3 november moest pater Longo voor een 'volkstribunaal' verschijnen. Ondanks de bewijzen dat hij gekend en geliefd was in Mambasa werd hij ter dood veroordeeld. Het vonnis werd om 10 uur aan het rond punt voltrokken: pater Longo kreeg twee nekschoten waarna een paar honderd Simba's hem met hun speer kwamen doorsteken.  Een andere versie, waaraan meer geloof mag worden gehecht, luidt dat pater Longo een speer in de buik geworpen kreeg waarna nog meer Simba's hem met hun speren troffen. De twee kogels in de nek zouden slechts het genadeschot geweest zijn.
Een verpleger van Mambasa, die de pater kende, slaagde er enkele uren later in zijn lichaam te begraven, niet in een kist maar gewikkeld in een doek en met zijn paternoster. Op 23 mei 1966 liet pater Noacco het lichaam opgraven. Twee dagen later werd pater Longo plechtig herbegraven in de kerk van Nduye waar hij rust voor het altaar.